# Mühlenrahmede
Mühlenrahmede ist ein Stadtteil von Altena und liegt im unteren Rahmedetal zwischen Lüdenscheid und Altena. Bis 1968 zählte Mühlenrahmede zur Gemeinde Lüdenscheid-Land und gehörte zum Kreis Altena. Seit der Gebietsreform vom 1. Januar 1969 ist Mühlenrahmede ein Stadtteil von Altena  und gehört zum Märkischen Kreis und besitzt das Autokennzeichen MK.

## Geographie
Die Ortslage Mühlenrahmede befindet sich 2 km südlich von Altena, im Talgrund des Rahmedetales und seiner drei Seitentäler. Die Hemecke ist das längste Seitental mit dem gleichnamigen Bach. Er ist rund 2,5 Kilometer lang, entspringt in der Nähe des Höhendorfes Rosmart. Weiter südlich mündet das Mühlenbachtal mit dem gleichnamigen Bach, der nahe Großendrescheid entspringt, in die Rahmede. Das Tal ist im unteren Teil bebaut, im oberen, der nach Großendrescheid steil ansteigt, weitgehend naturbelassen. Der Höhenunterschied zwischen Großendrescheid und dem Rahmedetal beträgt mehr als 200 Meter. Ein weiterer, rechtsseitiger Zufluss zur Rahmede, die Rotenschlade, ist nur im unteren Teil besiedelt, während der obere Teil, der Richtung Rosmart auch stark ansteigt, naturbelassen ist.

## Geschichte
Der Name des Ortes Mühlenrahmede (früher Mollenrahmede) leitet sich von den zahlreichen Mühlen ab, die sich an der Rahmede befunden haben. Die älteste Mühle, eine Kornmühle, stand auf dem Gelände der alten Forkert'schen Fabrik. Schon 1350 ist sie auf dem dazugehörigen Mühlengut nachweisbar. Aus dem Jahr 1413 ist bekannt, dass 22 Höfe mit insgesamt 52 Häusern zur Mühle zwangsverpflichtet waren. Sie mussten ihr Korn den märkischen Grafen unterstehende Mühle abliefern, mahlen lassen und ihre übliche Steuer entrichten. Pächter dieser Mühle waren 1350 Wychert in der Rahmede und seine Frau Mette, deren Eltern bereits hier tätig gewesen waren. Letzter Müller in dieser Familie war Rotger in der Rahmede. Ihm folgte Johann Hohage.
In den Jahren 1450 bis 1456 verpfändete Graf Gerhard von der Mark zu Hamm Hof und Mühle an Wilhelm von Nesselrode.
Im Jahr 1589 waren die Güter im Pfandbesitz des Hermann von Hatzfeld. Ein Viertel des Mühlengutes war um 1650 schon Erbbesitz von Johann Grothe, weitere Teile, die noch landesfürstliches Eigentum waren, wurden zu jener Zeit an mehrere Familien verpachtet. Später errichtete der Pfandherr auf dem Gut eine Schmiede, an deren Stelle nach 1700 zwei Osemund-Hammerwerke traten, die 1733 als „Königliche Hämmer in der Rahmede“ bezeichnet wurden. Um 1750 pachtete Diedrich Hermann Hohage vom Ardey die Mühle für 100 Taler. Im Jahr 1838 einigte sich der Pächter Diedrich Föhrs mit dem staatlichen Domänenfiskus und erwarb die Mühle als Erbbesitz.
Neben die Mühle waren bereits ab dem 16. Jahrhundert andere Güter urkundlich erwähnt: das Grothen-Gut und Maywegs Gut, ersteres schon 1533, Maywegs Gut 100 Jahre später. Es war Pachtgut des Amtes Elbrocke, seine Pächter Dirich Maywegh und Sohn. Im Laufe der Jahrhunderte vergrößerten sich die Güter, die Schmieden und Hämmer, verbunden mit einem Bevölkerungszuwachs, der zur Bildung einer geschlossenen Ortschaft führte.

## Baudenkmäler

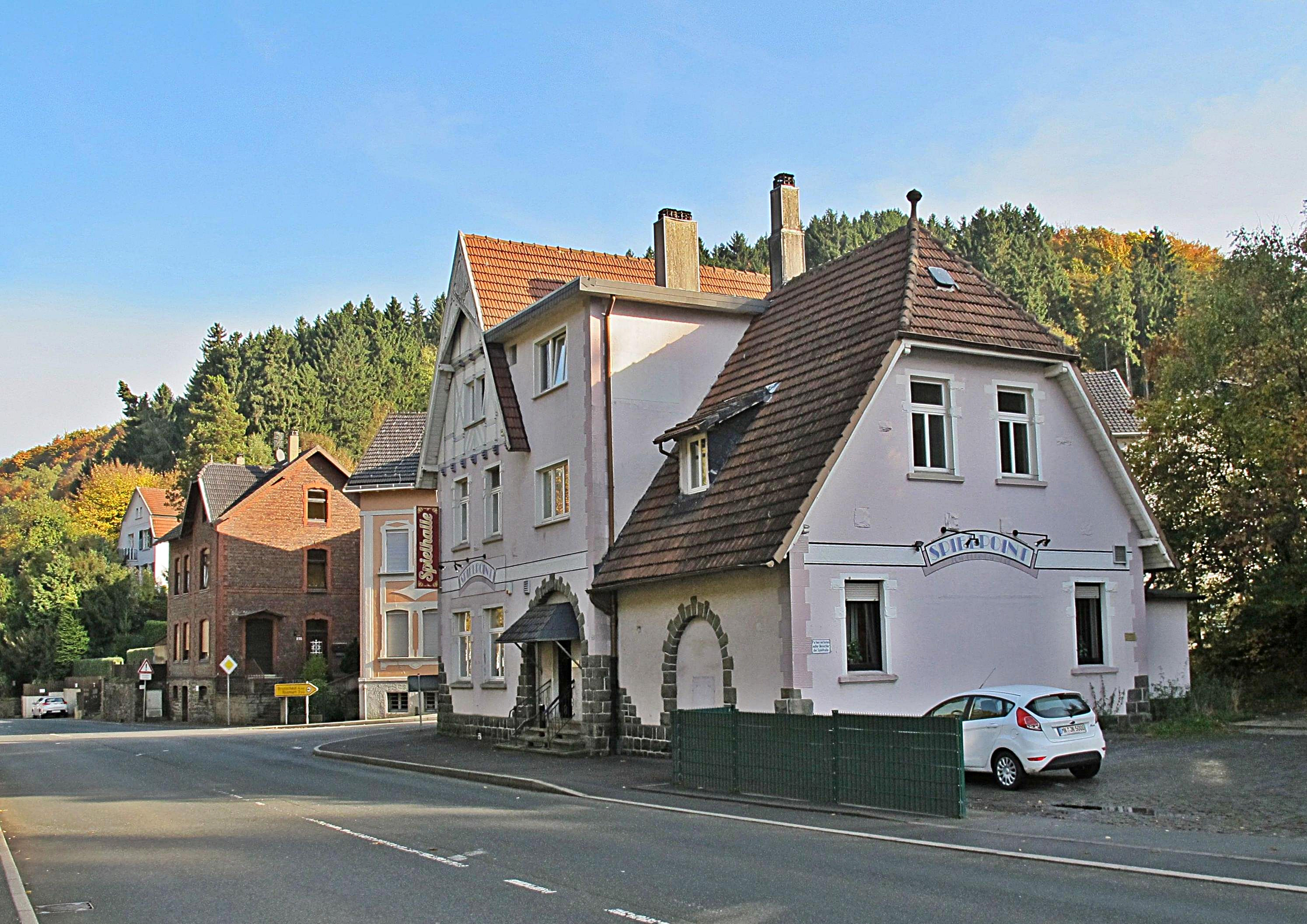
Ehemaliges Stationsgebäude in Mühlenrahmede

In Mühlenrahmede befindet sich das im Jahr 1908 errichtete frühere Stationsgebäude der Kreis Altenaer Eisenbahn, die zwischen 1887 und 1961 die Ortschaften Altena und Lüdenscheid verband. Das Gebäude, das heute als Wohnhaus und gewerblich genutzt wird, steht unter Denkmalschutz (A-78). Darüber hinaus wurde das Ehrenmal am Brinkweg (A-51) ebenfalls in die Liste der Baudenkmäler der Stadt Altena aufgenommen.